# 爱牙赤
爱牙赤（?—?），元世祖忽必烈的第六子。
至元二十二年（1285年）七月世祖赐爱牙赤银印。二十四年（1287年）七月，叛王势都儿攻打咸平，爱牙赤率宣慰使塔出，从沈州北讨，命宣慰使亦力撒合分兵到达懿州，势都儿逃走。后爱牙赤病卒。元贞初年，爱牙赤子孛颜帖木儿入朝，元成宗赐金帛如诸王大会例。所部在兀剌海路，地贫瘠，泰定元年（1324年），移镇阔连东部。孛颜帖木儿之兄阿木干，阿木干之子也的古不花，泰定年间亲信用事，皇帝到上都，他与中书省臣兀伯都剌等居守大都。 

## 资料来源
- 《元史·宗室世系表》
- 《新元史》